# Holothuria pyxoides
Holothuria pyxoides is een zeekomkommer uit de familie Holothuriidae.
De wetenschappelijke naam van de soort werd in 1888 gepubliceerd door Hubert Ludwig.